# Бровар

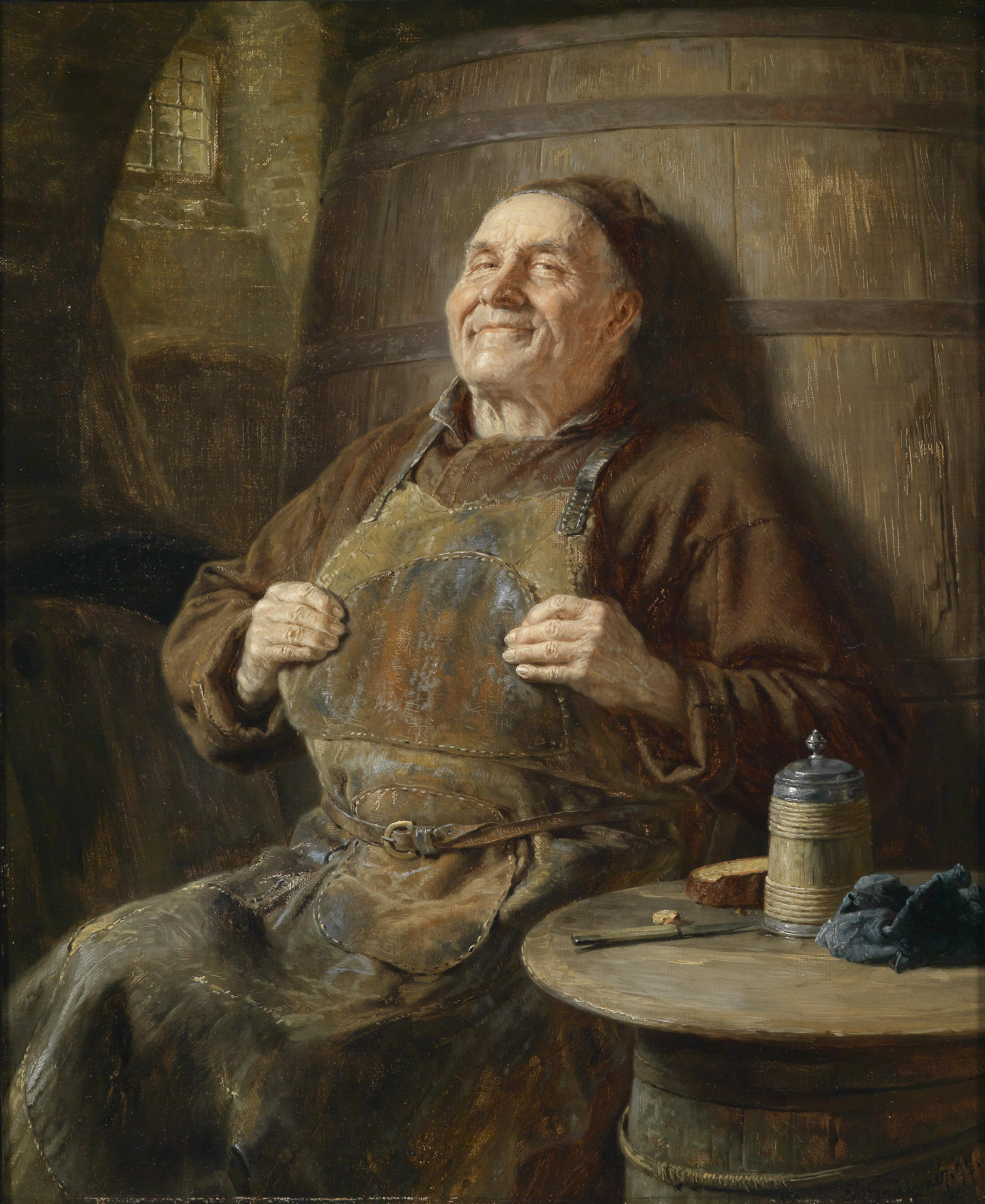
Бровар на картині Е. Грютцнера Спокійний відпочинок, 1897

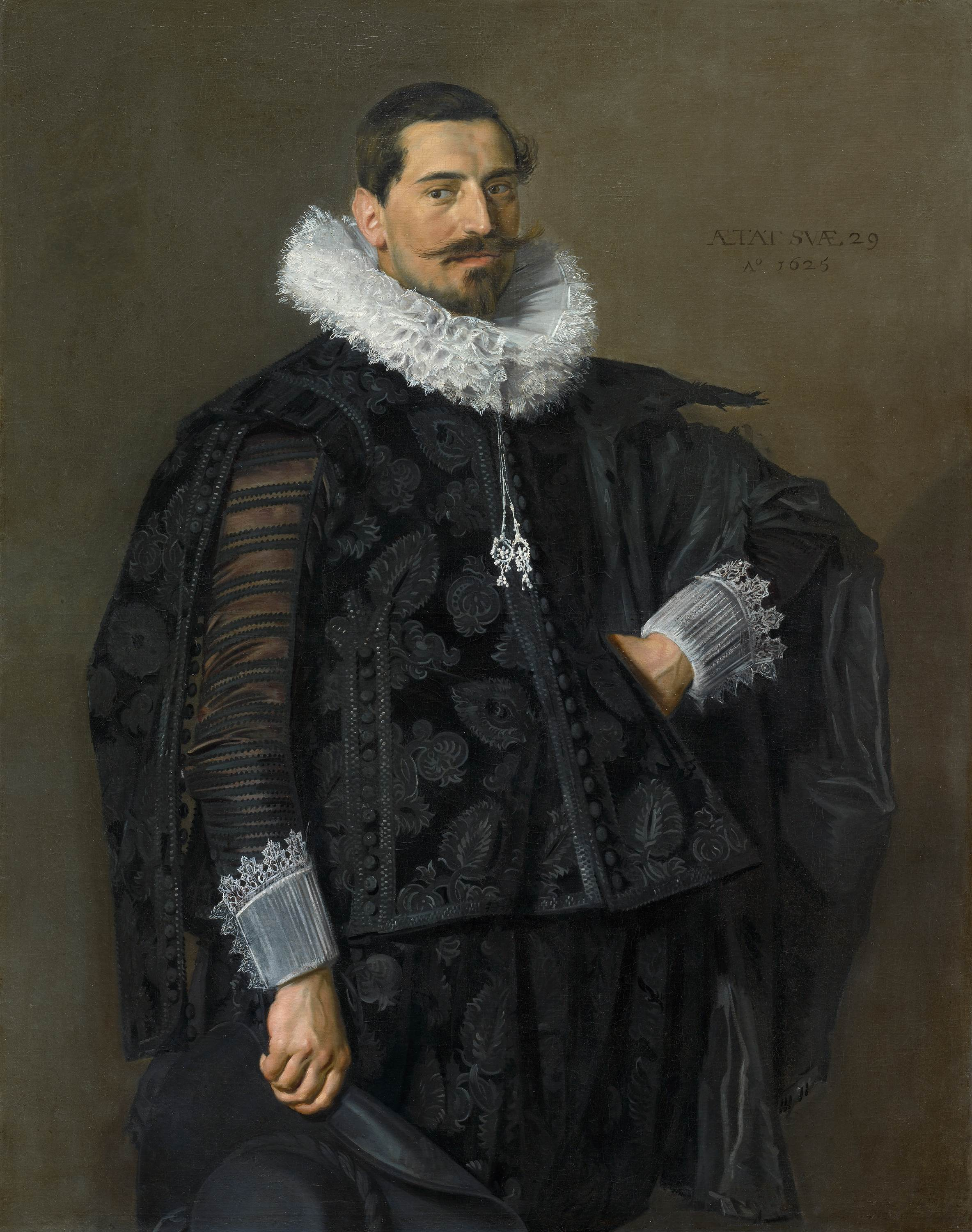
Парадний портрет голландського бровара, роботи Франса Галса

Бровар (від сер.-в.-нім. brouwer, briuwer), пивовар — ремісник і підприємець, хто варить і продає пиво.

## Розвиток в Україні
В Україні броварство відоме здавна і довго мало домашній характер в основному для потреб шляхетських господарств.
З 2-ї половини XVI століття на українських землях Литовсько-Польської держави з'являються перші державні броварні. У XVI—XVII ст. у більших містах броварнями здебільшого володіли міщани, створювалися цехи пивоварів або солодовників. Однак у XVII столітті вони занепали, внаслідок заборони торгівлі пивом для міщан воєводами, котрі в той час розпоряджались орендою права на продаж пива.
У XVII ст. держава монополізує броварство і дозволяє варити пиво лише шляхті, а пізніше також і козацькій старшині та поміщикам.